# 奥富敬之
奥富 敬之（おくとみ たかゆき、1936年9月2日 - 2008年7月7日）は、日本の歴史学者、日本医科大学名誉教授。日本中世史・日本医学史専攻。

## 来歴
東京生まれ。1961年早稲田大学教育学部卒業、1971年同大学大学院文学研究科博士課程修了（国史）。同年、日本医科大学歴史学教室専任講師、日本医科大学助教授、1986年教授、2002年定年退職、名誉教授。
この他、1986年～2002年早稲田大学教育学部兼任講師や2008年早稲田大学エクステンションセンター講師なども務めた。
苗字に関する著書もあり、苗字や名前の歴史学についての専門家でもある。
日本中世の武士を専門に研究、清和源氏、北条氏、鎌倉幕府、源平争乱、姓氏などについての一般向け書物を多数執筆し、大河ドラマ『北条時宗』（2001年）、『義経』（2005年）などで時代考証、監修を行った。学界の定説と異なる解釈をすることもある。
2008年7月7日に、胃癌のため死去した、享年71。叙従五位、授瑞宝小綬章。

## 著書
- 『清和源氏新田堀江家の歴史 ある名家の古代から現代まで』高文堂出版社〈高文堂新書〉、1979年。
- 『鎌倉北条氏の基礎的研究』吉川弘文館、1980年。ISBN 4-642-02556-1。
- 『鎌倉北条一族』新人物往来社、1983年。ISBN 4-404-02895-4。
- 『上州新田一族』新人物往来社、1984年。ISBN 4-404-01224-1。
- 『日本史おもしろゼミ 試験一発!笑って覚えよう』ライオン社、1984年。ISBN 4-8440-5504-6。
- 『鎌倉 古戦場を歩く』奥富雅子（共著）、新人物往来社、1985年。ISBN 4-404-01276-4。
- 『安房白浜町近世史料集』新人物往来社、1985-1989年。
  - <1> 杖珠院文書 （久保貴子共同編集）
  - <2> 朝夷郡白浜村・乙浜村誌（佐藤精一共同編集）
  - <3> 福原家文書（久保貴子共同編集）
  - <4> 下立松原神社文書1（久保貴子共同編集）
  - <5> 下立松原神社文書2（久保貴子共同編集）
- 『鎌倉武士 合戦と陰謀』新人物往来社、1986年。ISBN 4-404-01342-6。
- 『源氏三代 死の謎を探る』新人物往来社、1986年。ISBN 4-404-01355-8。
- 『清和源氏の全家系』新人物往来社（全6巻）、1988-1991年。

1. 『天皇家と多田源氏』1988年。ISBN 4404015534。
2. 『奥羽戦乱と東国源氏』1988年。ISBN 4404015747。
3. 『東国源氏の京都進出』1989年。ISBN 4404016018。
4. 『源平合戦と鎌倉三代』1989年。ISBN 4404016522。
5. 『南北朝争乱と足利一族』1990年。ISBN 4404017677。
6. 『新田諸族と戦国争乱』1991年。ISBN 4404018797。

- 『天皇家と多田源氏 摂関家の爪牙』（『全家系1』を改題）、三一書房〈三一新書〉、1997年。ISBN 4-380-97025-6。
- 『奥羽戦乱と東国源氏 義家とその弟たちの系譜』（『全家系2』を改題）、三一書房〈三一新書〉、1998年。ISBN 4-380-98002-2。

- 『「日本史」面白半分』学生社、1990年。ISBN 4-311-20146-X。
- 『相模三浦一族』新人物往来社、1993年。ISBN 4-404-02037-6。
- 『源義経のすべて』新人物往来社、1993年。ISBN 4-404-02030-9。
- 『源頼朝のすべて』新人物往来社、1995年。ISBN 4-404-02181-X。
- 『鎌倉史跡事典』新人物往来社、1997年。ISBN 4-404-02452-5。
  - 『鎌倉史跡事典』（コンパクト版）新人物往来社、1999年。ISBN 4-404-02808-3。
- 『天皇家と源氏 臣籍降下の皇族たち』三一書房〈三一新書〉、1997年。ISBN 4-380-97019-1。
  - 『天皇家と源氏　臣籍降下の皇族たち』 吉川弘文館〈読みなおす日本史〉、2020年
- 『日本人の名前の歴史』新人物往来社、1999年。ISBN 4-404-02817-2。
  - 『日本人の名前の歴史』 吉川弘文館〈読みなおす日本史〉、2018年
- 『時頼と時宗』日本放送出版協会、2000年。ISBN 4-14-080549-8。
- 『北条時宗 史上最強の帝国に挑んだ男』角川書店〈角川選書〉、2000年。ISBN 4-04-703320-0。
- 『鎌倉歴史散歩』新人物往来社、2001年。ISBN 4-404-02934-9。
- 『源氏三代101の謎』新人物往来社、2002年。ISBN 4-404-02966-7。
- 『鎌倉北条氏の興亡』吉川弘文館〈歴史文化ライブラリー〉、2003年。ISBN 4-642-05559-2。
- 『名字の歴史学』角川書店〈角川選書〉、2004年。ISBN 4-04-703362-6。
- 『義経の悲劇』角川書店〈角川選書〉、2004年。ISBN 4-04-703370-7。
- 『苗字と名前を知る事典』東京堂出版、2007年。ISBN 978-4-490-10703-6。
- 『日本家系・系図大事典』東京堂出版、2008年。ISBN 978-4-490-10736-4。
- 『吾妻鏡の謎』吉川弘文館、2009年。ISBN 978-4-642-05677-9。